# Печать Нью-Гэмпшира
Печать Нью-Гэмпшира (англ. Seal of New Hampshire) — один из государственных символов штата Нью-Гэмпшир, США. Со времени провозглашения независимости 5 января 1776 года у Нью-Гэмпшира были две печати, хотя в официальном использовании находится только одна.

## Большая печать
В 1784 году, после вступления в силу конституции Нью-Гэмпшира, законодатели штата утвердили печать, изображающую корабль на фоне восходящего солнца. Эта символика напоминает о том, что Портсмут был крупным центром кораблестроения во время Войны за Независимость. Со временем, на печати появились различные символы, связанные с мореплаванием.
В 1919 году, директор Исторического Общества Нью-Гэмпшира Отис Хэммонд по поручению губернатора и Исполнительного совета штата написал историю печати и флага Нью-Гэмпшира. В частности, он обнаружил, что изменения, внесённые в печать, не были утверждены законодательно, а были связаны с внесением новых деталей при изготовлении копии печати после выцветания красок. В 1931 году губернатор Джон Уинэнт, дабы избежать возможных связанных с печатью недоразумений, назначил комиссию для разработки нового дизайна печати. Верховный суд штата одобрил рекомендации комиссии, и позже был принят закон, утверждающий новую печать.
По этому закону фрегат USS Raleigh (1776) был помещён в центр новой печати. Фрегат был построен в Портсмуте в 1776 году как один из первых тринадцати кораблей, заказанных Континентальным Конгрессом для нового военного флота США. По закону, печать имеет два дюйма в диаметре. Надпись на ней гласит «Seal of the State of New Hampshire» (англ. «Печать штата Нью-Гэмпшир»).

## Другая печать

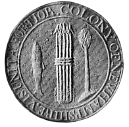
Колониальная печать

### Колониальный вариант
1 июля 1774 года Первый Провинциальный Конгресс впервые собрался в Эксетер. Среди прочего, он отменил использование всех монархических символов, в том числе и государственной печати, на которой было изображение короля Георга III. Позже Конгресс подготовил новую печать с изображением рыбы и сосны, разделённых связкой из пяти стрел. Рыба и сосна символизировали главные экспортные продукты колонии, а стрелы — пять графств (сейчас в Нью-Хэмпшире десять округов). На печати была надпись «COLONY OF NEW HAMPSHIRE * VIS UNITA FORTIOR». Этот девиз никогда не имел официального статуса, но использовался вплоть до 1784 года. Никаких документов, позволяющих официально использовать печать, не обнаружено. Впервые она была поставлена 1 сентября 1775 года, последнее известное использование — 5 июля 1776 года.

### Первая печать штата 1776 года
Официально первую печать штата было разрешено использовать 12 сентября 1776 года. Эта печать до сих пор используется Судом штата, хотя нет никаких официальных документов, регулирующих её статус или внешний вид. На печати изображены всё те же рыба и сосна, разделённые пятью стрелами. Надпись гласит «SIGILL : REI — PUB : NEOHANTONI : * VIS UNITA FORTIOR*».